# Populierenoogbladroller
De populierenoogbladroller (Epinotia maculana) is een vlinder uit de familie bladrollers (Tortricidae). De wetenschappelijke naam is voor het eerst geldig gepubliceerd in 1775 door Fabricius.
De soort komt voor in Europa.